# Eulepidotis geminata
Eulepidotis geminata là một loài bướm đêm trong họ Erebidae.